# دوغ أوجسنوفيك
دوغ أوجسنوفيك (بالإنجليزية: Doug Utjesenovic)‏ مواليد 8 أكتوبر 1946 في بلغراد، هو لاعب كرة قدم أسترالي سابق كان يلعب كمدافع. سبق له أن لعب في كأس العالم لكرة القدم مع منتخب بلاده.

## المسيرة الاحترافية

### أندية لعب لها
- نادي أو إف كيه بيوغراد

## روابط خارجية
- دوغ أوجسنوفيك على موقع الاتحاد الدولي (مؤرشف)  (الإنجليزية)
- دوغ أوجسنوفيك على موقع قاعدة بيانات كرة القدم.إي يو (الإنجليزية)
- دوغ أوجسنوفيك على موقع ناشيونال فوتبول تيمز (الإنجليزية)
- دوغ أوجسنوفيك على موقع عالم كرة القدم.نت (الإنجليزية)